# 松方弘樹
松方 弘樹（まつかた ひろき、1942年〈昭和17年〉7月23日 - 2017年〈平成29年〉1月21日）は、日本の俳優、タレント、司会者、演歌歌手、映画監督、映画プロデューサー。血液型はA型。左利き。
東京府東京市王子区（現：東京都北区）赤羽台出身。明治大学付属中野高等学校定時制卒業。
個人事務所「松プロダクション」、バーニングプロダクションを経て、最終的には個人事務所である株式会社MARE（マーレ）に所属した。

## 家族

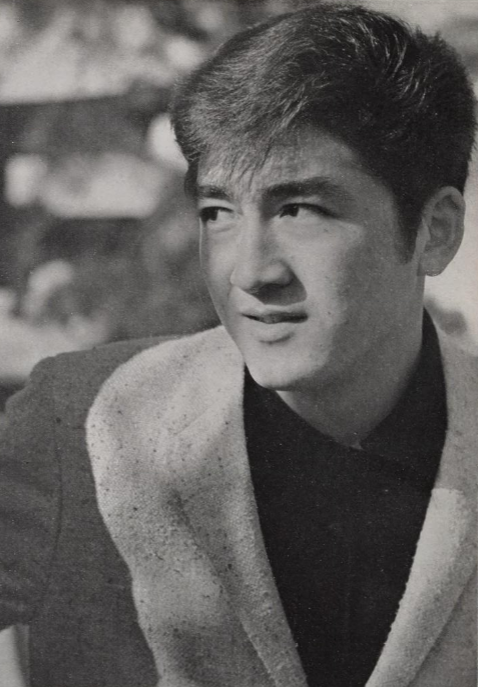
1962年

父は時代劇俳優の近衛十四郎。母は女優の水川八重子。松方は長男で、弟は俳優の目黒祐樹。最初の妻で元モデルの夏子（1968年に結婚、1978年に離婚成立）との間に長男の目黒大樹（親権は松方）、長女 七重、次女 なち。2度目の妻・仁科亜季子（1979年に結婚、1999年1月に離婚）との間に、次男の仁科克基と三女の仁科仁美（親権は2人とも仁科）。愛人関係であった千葉マリアとの間に十枝真沙史（1987年の発覚当時2歳。松方は認知する一方で、パイプカット手術を受けている）。弟・祐樹の妻（義妹）は江夏夕子、祐樹と江夏との間に姪の近衛はながいる。仁科とは1974年の大河ドラマ『勝海舟』での共演後に恋仲となったが、松方は当時既婚者で、仁科の父・岩井半四郎が苦々しい表情でインタビューに応じる様子は当時の芸能マスコミでも取上げられた。岩井友見は元義姉（ただし松方は岩井より年上）、仁科幸子は元義妹にあたる。その後1991年、仁科が子宮頸がんを発症し、闘病を始めたころ、松方は京都祇園の高級クラブで30歳年下の女性を見初め、不倫関係が始まる。1995年には「山本万里子」の芸名で、女優デビューさせている。1998年、仁科が週刊誌に暴露するかたちで2人の関係が明るみになり、離婚成立後は松方が死去するまで事実婚の関係にあった。

## 経歴

### 役者として
元々は歌手志望で、作曲家の上原げんとの下で五木ひろしらと席を並べて歌を学んでいたが、五木の歌声を聞いているうちに自信をなくし、父と同じ俳優の道に進んだ。17歳で『十七歳の逆襲・暴力をぶっ潰せ』（1960年、東映）で主演デビュー。同学年の北大路欣也とはライバル関係で、松方は東映専属だった北大路とは違い、企画制作担当重役だった岡田茂の個人預かり（フリー）であった。映画『893愚連隊』の主演、「昭和残侠伝シリーズ」の助演、『人形佐七捕物帳』（NHK、1965年）の主演など、主に時代劇やヤクザ映画に出演。中でも佐七は松方の当たり役の一つになり、1977年に放送された『人形佐七捕物帳』（テレビ朝日、東映）で再び佐七を演じている。
1969年（昭和44年）7月、ライバル北大路に差を付けられ不遇をかこっていた中、大映の看板スターとして勝新太郎と人気を二分した市川雷蔵が37歳で早世。この事態を受け、岡田茂から「大映へ行け。今は勝新しかおらん。大映ならテッペンを取れるで」と大映へレンタル移籍となり、雷蔵の穴埋めを期待され、その当たり役である『眠狂四郎』『若親分』のリメイク作品などで主役を務めた。大映は松方を移籍させようと画策したが、岡田が「松方は絶対に大映にトレードさせん！」と、これを強く固辞。移籍話は潰れた。1970年（昭和45年）春、ダイニチ映配設立反対を表明したことで大映社長の永田雅一の逆鱗に触れ、半年間、映画作品への出演を認められなかった。
大映の倒産直前の1971年（昭和46年）3月、『日本やくざ伝 総長への道』で東映へ復帰し、1972年の四カ国合作映画『東京-ソウル-バンコック 実録麻薬地帯』、1973年（昭和48年）の『仁義なき戦いシリーズ』などで敵役・悪役で芸域の幅を広げた。『東京-ソウル-バンコック 実録麻薬地帯』のソウルロケでは、バスジャックを演じている最中の松方に対して韓国軍は、本当の犯罪者が起こしている事件だと勘違いされ、撮影中のバスに乗り込まれてカービン銃を構えられた。「仁義なき戦いシリーズ五部作」では、三役を演じ分ける怪演を見せた
。それまで東映の大量生産の煽りで撮影の連続、演技に厳しい父が一度も褒めてくれず、役者を辞めて遠洋のマグロ漁船に乗ろうなどと考えていたとき、本シリーズに巡り合い、演じることの醍醐味を味わい、役者に開眼したと話している。
1974年（昭和49年）NHK大河ドラマ『勝海舟』で主演の渡哲也が病気降板となり、代役に抜擢される。この作品で共演した仁科明子と懇意になり、翌年のテレビ時代劇『けんか安兵衛』（関西テレビ）では松方の指名で再び共演。これをきっかけに不倫関係となり、マスメディアを賑わせた。同年の映画『脱獄広島殺人囚』は『暴動島根刑務所』『強盗放火殺人囚』と合わせて「世界最強の脱獄アクター」「松方弘樹東映脱獄三部作」と評されている。
ヤクザ映画とポルノ映画を柱とする"東映不良性感度路線"を標榜していた岡田茂は、大河ドラマで全国区の知名度を得た松方を、次世代東映の担い手として東映的な「不良性」で染め上げようと画策。自身のブレーンだったスポーツニッポンの映画記者・脇田巧彦と組み1975年（昭和49年）、『週刊ポスト』で連載「松方弘樹の突撃対談」を始めさせた。内容は松方が毎回女性ゲストに酒を勧めて、対談中にともにボトルを1、2本空けて、セクハラ発言を繰り返すもので、松方が連発する「キツーイ一発」というフレーズは1975年に流行語になり、瞬く間にスポーツ新聞、男性女性週刊誌の見出しを席巻した。この連載から抄録したものが『きつい一発 松方弘樹の言いたい放談』（1975年、八曜社）として出版されている。それまではスターが遊ぶのは藝の肥やしと、結婚、離婚のときしかマスコミは黙認して記事にしなかったが、サラリーマン向け週刊誌やスポーツ新聞の部数が伸びてきた1970年代中盤から艶福家ということを記事にし始めた。松方は艶福家として取り上げられるようになった最初のスターの一人で、自身も積極的に乗った。
ここから1970年代中盤の東映実録ヤクザ路線作品に数多く出演。『県警対組織暴力』や『暴力金脈』『実録外伝 大阪電撃作戦』『沖縄やくざ戦争』や、現在進行中の抗争事件を映画化し、映画の製作が原因でモデルとなった組長が殺害された『北陸代理戦争』 などで強烈な個性を発揮し、『修羅の群れ』では主演を務めた。
1978年（昭和53年）の『柳生一族の陰謀』で時代劇映画に復帰。それ以降は仁侠映画と共に活動の二分となった。
1979年（昭和54年）、前年に最初の妻との離婚が成立したことを受け、関係を続けていた仁科明子と正式に結婚。結婚を機に仁科は女優を引退した。松方はそれまでの「艶福家」というイメージに、「不倫」「妻子を捨て愛人に走った」といったマイナスイメージが加わったことで、一時バッシングを受け、仕事が激減した。この時には父・近衛十四郎が経営していた釣り堀店の姉妹店が滋賀県にできたことから、店番に明け暮れる日々も経験している。同じ頃、先輩俳優で若手の頃から親交のあった里見浩太朗がテレビ時代劇『大江戸捜査網』の出演を降板するにあたり、「松方弘樹を是非使ってやってほしい」と製作陣に掛け合ったことをきっかけに出演が決まり、第306話「悪を斬る料理人 華麗に参上」から第536話(最終話)「隠密同心 暁に去る」まで、シリーズ3代目主演俳優として4年半にわたり番組を支えるとともに、その後の活躍の礎とした。
その後はテレビ作品にも本格復帰し、現代劇作品と並行して、『名奉行 遠山の金さん』シリーズなどの時代劇作品にも積極的に出演した。三英傑（織田信長、豊臣秀吉、徳川家康）をすべて演じたほか真田幸村を映画・テレビドラマで計2度演じた。2007年にはテレビ朝日・東映製作の連続テレビ時代劇最終作品として企画された『素浪人 月影兵庫』で主演。10年ぶりとなる時代劇主演作品で、父・近衛の当たり役を親子2代で演じた。

### バラエティ番組への進出、2度目の離婚とその後
俳優業の一方で、1985年（昭和60年）4月14日（日曜日）に始まるバラエティ番組『天才・たけしの元気が出るテレビ!!』ではそれまでのイメージを覆し、冗談好きで笑い上戸な一面を見せ、以後バラエティ番組にも顔を出すようになる。1990年代までは、ドラマ・バラエティともにレイバンの度入りのサングラスをかけながら出演し、それがトレードマークにもなっていたが、2000年以降はレーシック手術で視力が回復したため、ほとんど眼鏡は使用しなくなった。
1991年（平成3年）、順調な俳優活動のさなか、妻・仁科の子宮頸がんが発覚。「闘病を支える夫」としてマスコミに取り上げられることも少なくなかったが、実はその陰で京都祇園の高級クラブで見初めた30歳年下のホステス（当時19歳）との不倫関係をスタートさせる。1995年（平成7年）には「山本万里子」の芸名で、当時出演中だったドラマ『HOTEL』第4シリーズで女優デビューさせている（のちに引退）。1998年（平成10年）、仁科が二人の関係を女性週刊誌に暴露。翌年1999年（平成11年）1月に離婚が成立。その後は松方の死去まで事実婚の関係が続いた。また離婚後の2001年（平成13年）には自身の個人事務所「松プロダクション」が映像作品制作、プロデュース進出の失敗から多額の負債を抱え倒産し、大手事務所バーニングプロダクションに一時預かりの形で所属。2011年（平成23年）8月に独立し、個人事務所「MARE（マーレ）」を設立した。2001年以降は通販事業や芸能マネジメント、コンサートプロモーションなどを手掛ける「株式会社夢グループ」と提携。病の妻を裏切っての不倫、離婚の代償は大きく、テレビ出演本数が激減する一方で、映画作品、オリジナルビデオなどの映像作品出演と並行して、同社関連の歌謡ショー、同社子会社「ユーコー」の広告や、舞台公演などが活動の中心となった。

### 晩年・闘病・死去
2016年（平成28年）3月に入り、頭痛、手足のしびれなど体調不良を訴え始め、都内の大学病院を受診し、入院。同月23日、「脳腫瘍の疑いがあり長期療養を要するため出演予定だった3月1日から6月8日までの夢グループ主催による歌謡ショー『夢コンサート』を降板、6月からの舞台『遠山の金さんと女ねずみ』も公演自体を中止する」と発表。検査の結果「脳リンパ腫」との確定診断を受けたことが公表された。放射線治療、抗がん剤の投薬治療を行うも、治療のさなか、脳梗塞を併発し、急激に体力も衰えていった。
2017年（平成29年）1月21日午前11時26分、事実婚関係にあった元女優と3人の事務所関係者に看取られ、脳リンパ腫のために東京都内の病院にて死去。74歳没。
2017年（平成29年）1月23日午後6時頃、メディアを通じて、松方の訃報が公式に発表され、その夜に弟の目黒祐樹が涙をこらえながら、闘病生活とその最期の様子、葬儀をごく親しい近親者だけで行ったことを公表すると共に、生前において松方に関わった関係者、所縁のある人たち、応援し続けたファンへ向け、感謝の意を述べた。また、葬儀に参列した梅宮辰夫らが追悼コメントを発表した。松方の葬儀が近親者などによるものであったため、彼を知る友人・知人たちから「最後のお別れを言いたい」と希望する声が寄せられたこともあり、同年6月6日に東京プリンスホテルにてお別れの会を開催することになった。
2017年6月6日、東京プリンスホテルで「松方弘樹さんを偲ぶ会」が営まれた。梅宮辰夫、ビートたけし、里見浩太朗、五木ひろし、森喜朗、高橋英樹、中尾彬、大和田伸也、北島三郎、小松政夫、白竜、デヴィ・スカルノ、錦野旦、南野陽子、モト冬樹、山本リンダ、千葉真一、高橋克典、岩城滉一、浜田雅功、太田光代、水谷八重子、松本明子、徳光和夫、テリー伊藤、堀田眞三、三田佳子、十朱幸代らが参列した。

## 人物
- 趣味は父の近衛十四郎と同じく釣りである[9]。松方とは盟友の梅宮辰夫は「（松方は）お父さん（近衛十四郎）がヘラブナ釣りが好みだったせいか、本人も池でのヘラブナ釣りが趣味だった」と明かしている[67]。また松方と梅宮が釣りに挑む『松方弘樹・世界を釣る』と題したテレビ番組が放送されたこともある。
- 山城新伍も盟友である。
- また自身は年に何度か山口県萩市の見島沖、八里ヶ瀬と呼ばれる海域周辺でマグロの一本釣りを楽しんでおり、見島のある旅館には松方弘樹と名前が書かれた釣り道具が常置されている。マグロ釣り大会の実行委員を務めるほどで、2008年（平成20年）11月23日に行われた大会では約305kgのクロマグロを釣り上げ、195万円の値がついた[9]。2009年（平成21年）11月22日に行われた第12回萩クロマグロトーナメントでは、体長2.73m、体重325kgのクロマグロを釣り上げて前年の記録を更新した[9][68]。約437万円の値がついた。
- 2015年（平成27年）石垣島への釣行で、約6時間半のファイトの末、自己最高記録361kgのクロマグロを釣り上げた。
- 豪放磊落な人物としても知られた[9][20][11][12][14][69][70]。酒豪で最高記録はウィスキー5本に日本酒1升[6]。飲み比べではほぼ無敵で、千代の富士にも負けなかった。唯一負けたのは天龍源一郎だという[6]。

## 出演作品

### 映画

『花笠ふたり若衆』（1961年）

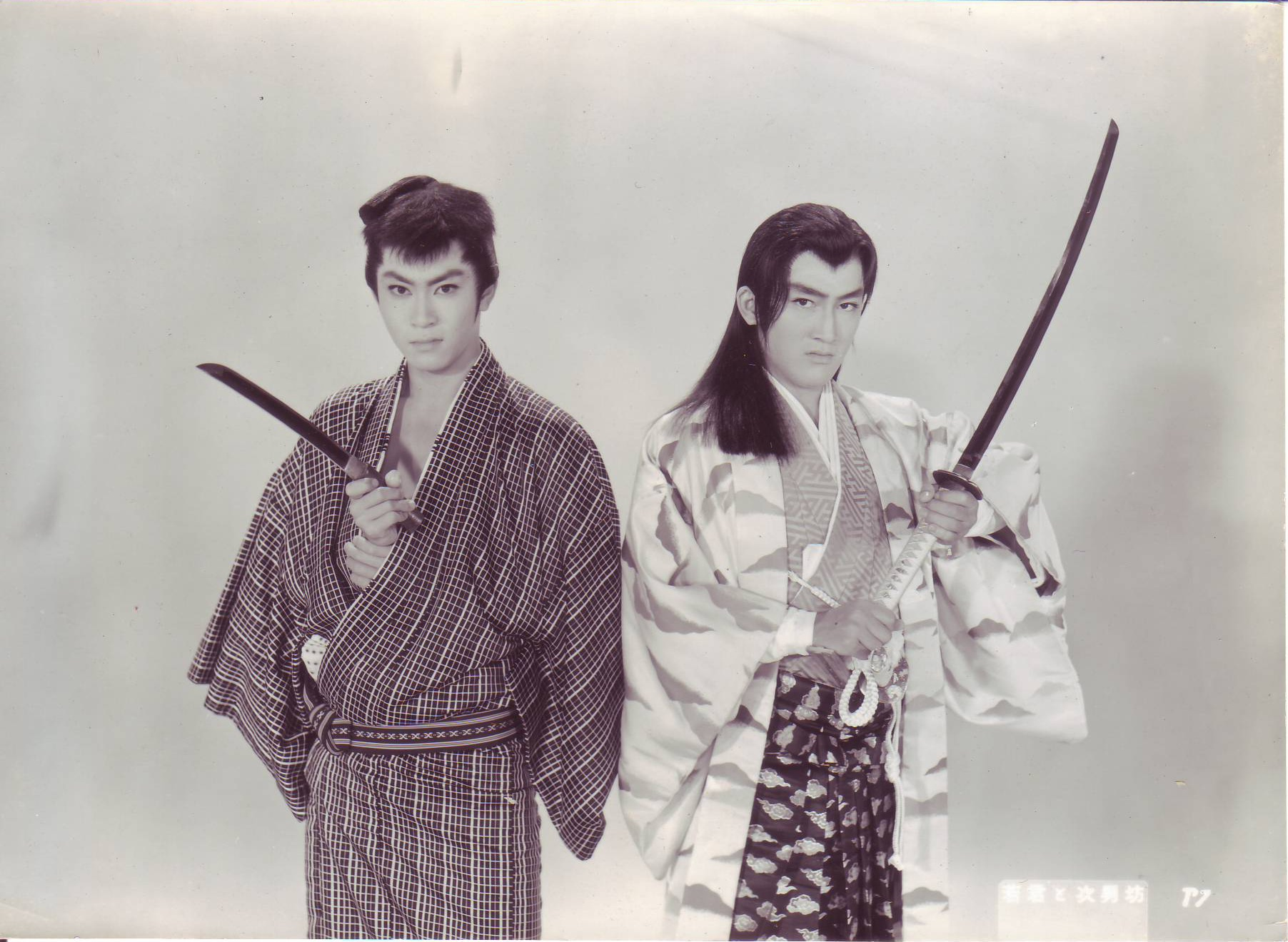
『若君と次男坊』（1961年）。北大路欣也（左）と共演。

- 十七歳の逆襲・暴力をぶっ潰せ（1960年、第二東映）- 主演・上村サブ
- 十七歳の逆襲 向こう見ずの三日間（1960年、第二東映）
- 十七歳の逆襲 俺は昨日の俺じゃない（1960年、第二東映）
- 黄金の掟（1960年、第二東映）
- 花笠ふたり若衆（1961年、東映）
- 坊ちゃん野郎 勢ぞろい（1961年、第二東映）
- 赤穂浪士（1961年、東映）- 大石主税
- 水戸黄門 助さん格さん大暴れ（1961年、東映）- 佐々木助三郎
- 天下の御意見番（1962年、東映）- 一心太助
- 瞼の母（1962年、東映）- 金町の半次郎
- 柳生武芸帳 片目の忍者（1963年、東映）-新宮の小五郎
- 伊賀の影丸（1963年、東映）- 主演・影丸
- 月影忍法帖 二十一の眼（1963年）- 主演・檀新兵衛
- 大暴れ五十三次（1963年、東映）- 主演・近江銀八郎
- 日本侠客伝（1964年、東映）- 鉄砲虎
- 間諜（1964年、東映）- 松山征四郎
- 昭和残侠伝（1965年、東映）- ジープの政
- 股旅 三人やくざ（1965年、東映）
- 昭和残侠伝 唐獅子牡丹（1966年、東映）- 助川武
- 兄弟仁義（1966年、東映）- 清滝勇吉
- 893愚連隊（1966年、東映）- 主演・谷口ジロー
- 冒険大活劇 黄金の盗賊（1966年、東映）- 主演・稲妻の伝次
- 怪竜大決戦（1966年、東映）- 主演・自雷也
- あゝ同期の桜（1967年、東映）- 主演・白鳥少尉
- 人間魚雷 あゝ回天特別攻撃隊（1968年、東映）- 三島節哉少尉
- 人生劇場 飛車角と吉良常（1968年、東映）- 青成瓢吉
- 恐喝こそわが人生（1968年、松竹）- 主演・村木駿
- 夜の歌謡シリーズ 長崎ブルース（1969年、東映）- 主演・浜崎史郎
- 秘剣破り（1969年、大映）- 主演・丹下典膳
- 刑務所破り（1969年、大映）- 主演・古田誠
- 眠狂四郎円月殺法（1969年、大映）- 主演・眠狂四郎
- 二代目若親分（1969年、大映）- 主演・南条武
- 眠狂四郎 卍斬り（1969年、大映）- 主演・眠狂四郎
- 忍びの衆（1970年、大映）- 主演・木城の与四郎
- 玄海遊侠伝 破れかぶれ（1970年、大映）- 小野田修次
- 兇状流れドス（1970年、大映）- 主演・銀次
- 皆殺しのスキャット（1970年、大映）- 主演・伊集院猛
- 日本やくざ伝 総長への道（1971年、東映）- 和泉信次郎（造酒屋の若旦那）
- 現代やくざ 盃返します（1971年、東映）- 柴田五郎
- 昭和残侠伝 吼えろ唐獅子（1971年、東映）- 風間文三
- 関東テキヤ一家 浅草の代紋（1971年、東映）- 前川竜三
- 緋牡丹博徒 仁義通します（1972年、東映）
- 博奕打ち外伝（1972年、東映）- 滝松蔵
- 仁義なき戦いシリーズ（東映）
  - 仁義なき戦い（1973年）- 山守組若頭 坂井鉄也
  - 仁義なき戦い 頂上作戦（1974年）- 義西会若頭 藤田正一
  - 仁義なき戦い 完結篇（1974年）- 市岡組組長 市岡輝吉
- まむしの兄弟 恐喝三億円（1973年、東映）- 広津健
- 東京-ソウル-バンコック 実録麻薬地帯（1973年、東映）- 吉岡竜次
- やくざ対Gメン 囮（1973年、東映）- 伊勢定男
- 海軍横須賀刑務所（1973年、東映）- 谷口銀造
- 新仁義なき戦い（1974年、東映）- 難波組幹部 関勝
- 脱獄広島殺人囚（1974年、東映）- 主演・植田正之
- 山口組外伝 九州進攻作戦（1974年、東映）- 郡司正一
- あゝ決戦航空隊（1974年、東映）- 城英一郎
- 暴力金脈（1975年、東映）- 主演・中江宏
- 暴動島根刑務所（1975年、東映）- 主演・沢本保
- 資金源強奪（1975年、東映）- 前田 ※友情出演
- 県警対組織暴力（1975年、東映）- 大原組若頭 広谷賢次
- 強盗放火殺人囚（1975年、東映）- 主演・緒方竹見
- 実録外伝 大阪電撃作戦（1976年、東映）- 主演・安田寿行 <目黒祐樹との兄弟共演>
- テキヤの石松（1976年、東映）- 主演・本庄石松
- お祭り野郎 魚河岸の兄弟分（1976年、東映）- 主演・梶木勝男
- 沖縄やくざ戦争（1976年、東映）- 主演・中里英雄
- 広島仁義 人質奪回作戦（1976年、東映）- 主演・神野弘志
- やくざ戦争 日本の首領（1977年、東映）- 松枝四郎
- 北陸代理戦争（1977年、東映）- 主演・川田登
- ドーベルマン刑事（1977年、東映）- 英森魁治
- 仁義と抗争（1977年、東映）- 主演・海野伝吉
- 日本の首領 野望篇（1977年、東映）- 松枝四郎
- 柳生一族の陰謀（1978年、東映）- 徳川家光
- 沖縄10年戦争（1978年、東映）- 金城友行
- 野性の証明（1978年、角川映画）- 皆川二等陸佐
- 赤穂城断絶（1978年、東映）- 多門伝八郎
- 日蓮（1979年、永田プロ）- 北条時宗
- その後の仁義なき戦い（1979年、東映）- 竜野組 池永安春
- 真田幸村の謀略（1979年、東映）- 主演・真田幸村
- 隠密同心・大江戸捜査網（1979年、東宝）- 板前の清次郎 / 隠密同心左文字右京
- 徳川一族の崩壊（1980年、東映）- 桂小五郎
- 人生劇場（1983年、東映）- 飛車角
- 修羅の群れ（1984年、東映）- 主演・稲原龍二
- 最後の博徒（1985年、東映）- 主演・荒谷政之
- 姐御（1988年、東映）- 大阪 古溝組若頭 紺野淳一
- せんせい（1989年、トム・ソーヤ企画）- 吉井寛
- 226（1989年、松竹富士）- 伊集院兼信
- 将軍家光の乱心 激突（1989年、東映）- 阿部対馬守重次
- 江戸城大乱（1991年、東映・フジテレビ）- 酒井雅楽頭忠清
- 首領になった男（1991年、松プロダクション）- 主演・山崎信吉 <兼プロデューサー>
- 天国の大罪（1992年、東映）- 田辺邦夫
- 首領を殺った男（1994年、東映）- 主演・宝来蘇鉄
- 極道の妻たち 赫い絆（1995年、東映）- ラーメン屋の客 <目黒大樹と共演 - ノンクレジット>
- 藏（1995年、東映・松プロダクション）- 田乃内意造 <兼プロデューサー>
- 流れ板七人（1997年、東映）- 梨堂竜二
- 残侠（1999年、東映）- 森脇重三郎
- 強奪（2000年、東映）- 主演・唐木丈二
- 外道 GEDO THE FATAL BLADE（2000年、東映）- 末松組長
- 実録・夜桜銀次2（2001年10月20日、東映）- 坂本正雄
- 極道ジハード〜聖戦〜（2002年10月）- 誠動会会長
  - 極道ジハードII〜聖戦〜（2002年12月）
  - 極道ジハードIII〜聖戦〜（2003年3月）
- 獅子の血脈（2001年、グルーヴコーポレーション・松プロダクション）- 主演・仁風会三代目会長 嵐山重成 <兼プロデューサー>
- 闇の処刑人 Dジャッジ（2001年）- 主演・美方（元警察官、喫茶店のマスター）
- 荒ぶる魂たち（2001年、大映）- 海藤組組長 海藤竜宣
- 修羅の群れ（2002年、「飢狼の群れ」製作委員会）- 主演・稲原龍二
- 実録 ヒットマン〜妻 その愛〜（2002年、東映）- 大山組若頭 丸野組組長 丸野
- 伝説のやくざ ボンノシリーズ（東映ビデオ）- 主演・菅田組組長 菅田政雄
  - 伝説のやくざ ボンノ 烈火の章（2002年）
  - 伝説のやくざ ボンノ 落日の章（2002年）
- OKITE やくざの詩（2003年、東映ビデオ）- 日下竜夫 <兼監督> ※第一回監督作品
- 許されざる者シリーズ（シネマパラダイス）- 酒井史郎
  - 許されざる者 第一章 獅子の血戦（2003年）
  - 許されざる者 第二章 獅子の鎮魂歌（2003年）
- 新 影の軍団シリーズ（シネマパラダイス）- 猿飛佐助
  - 新 影の軍団（2003年）
  - 新 影の軍団II（2003年）
  - 新 影の軍団III 地雷火（2003年）
  - 新 影の軍団IV 地雷火（2003年）
  - 新 影の軍団V（2005年）
  - 新 影の軍団 最終章（2005年）
- 伝説のやくざ 最後の博徒 修羅の章 / 残侠の章（2003年、シネマパラダイス）- 菅田（ボンノ）
- すてごろ 梶原三兄弟激動昭和史（2003年、「すてごろ」製作委員会）- 柳川二郎
- ドッグファイター「ごろつき刑事」（2004年、東映ビデオ）- 主演・私立探偵 鞍馬真一
- IZO（2004年、IZOパートナーズ）- やくざのボス
- 最後の晩餐-The Last Supper（2004年、アムモ）- 立花刑事
- 猿飛佐助 闇の軍団（2004年、ビターズエンド・東京テアトル）- 主演・猿飛佐助
- 猿飛佐助 II 闇の軍団（2005年、シネマパラダイス）- 主演・猿飛佐助
- 渋谷物語（2005年、東映ビデオ）- 河津利三郎
- 茶々 天涯の貴妃（2007年、東映）- 織田信長
- 蒼き狼 〜地果て海尽きるまで〜（2007年、松竹）- トオリル・カン
- 県警強行殺人班 鬼哭の戦場（2007年）- 刑事新撰組隊長 迫田
- 結婚しようよ（2008年、松竹）- 菊島喜一
- 三本木農業高校、馬術部（2008年、「三本木農業高校、馬術部」製作委員会）- 野間康秀
- 灯台（2008年、アドビジョン）- 短編映画集『男たちの詩』より
- THE CODE/暗号（2008年、日活）- 椎名
- TAJOMARU（2009年、「TAJOMARU」製作委員会）- 旧多襄丸
- 銀座愛物語 クラブアンダルシア（2009年、テンダープロ）- 主演・奥村健司
- アンダンテ 〜稲の旋律〜（2010年、「アンダンテ 〜稲の旋律〜」製作委員会）- 山原健蔵
- 十三人の刺客（2010年、東宝）- 倉永左平次
- お墓に泊まろう!（2010年、テレビ東京・吉本興業）- 島田昌幸(テレビ東京元社長)
- さくら、さくら 〜サムライ化学者・高峰譲吉の生涯〜（2011年、アステア）- 渋沢栄一
- TAKAMINE〜アメリカに桜を咲かせた男〜（2011年、「TAKAMINE」製作委員会）- 渋沢栄一
- 忍たま乱太郎（2011年、実写版「忍たま乱太郎」製作委員会）- 稗田八方斎
- ギャルバサラ -戦国時代は圏外です-（2011年、角川映画）- 織田信長
- 恋谷橋 〜La vallee de l'amour〜（2011年、パル企画）- 板前
- ビターコーヒーライフ（2011年、「ビターコーヒーライフ」製作委員会）
- 婚活サポーターガールズ（2011年、「婚活サポーターガールズ!」制作委員会）- 爪野網五郎 ※特別出演
- スープ〜生まれ変わりの物語〜（2012年、東京テアトル）- 近藤一
- 恐竜を掘ろう（2013年、東京テアトル）- 主演・沢木草介
- 太秦ライムライト（2014年、イレブンアーツ・劇団とっても便利・京都市太秦ライムライト製作委員会）- 尾上清十郎
- イン・ザ・ヒーロー（2014年、東映）- 松方弘樹（本人役）
- 銀座並木通り クラブアンダルシア（2014年、渋谷プロダクション）- 奥澤健二
- 柳生十兵衛 世直し旅（2015年、映画「柳生十兵衛」製作委員会）- 主演・柳生十兵衛
- 時代劇は死なず ちゃんばら美学考（2016年、KATSU-do、吉本興業）

### Vシネマ
- 強奪（2000年3月、東映ビデオ）- 主演・内閣情報調査室 捜査官
- 殺し屋PAZUZU（2000年）- 主演・冨樫（レストランオーナー、元殺し屋）<兼 製作>
- 餓狼の群れ（2000年、東映ビデオ）- 主演・唐木（元刑事）
- 修羅のみちシリーズ（2001年 - 2005年、東映ビデオ）- 関西山王組若頭・黒田組組長 黒田虎男
- 実録・安藤組外伝 地獄道（2001年、監修：安藤昇）- 練道会二代目会長 日野勝政
- 実録・極東マフィア戦争 暗黒牙狼街 BOSS（2002年）- 麻薬捜査官 金村 ※特別出演
- 実録・柳川組 シリーズ（2002年 2003年）- 三代目山賀組組長 田代正雄
  - 実録・柳川組 大阪戦争百人斬り（2002年7月）
  - 実録・柳川組2 西日本征圧 -報復-（2002年10月）
  - 実録・柳川組3 柳川次郎伝説 -完結-（2003年3月）
- 実録・最後の愚連隊（2002年）- 稲川総裁 ※特別出演
- 梁山泊 ファミリー（2003年）
  - 六本木錬金の帝王 カポネ（2003年）
  - フレンズ（2004年）- 名古屋共生会会長 中山
- 実録・山陽道やくざ戦争 覇道 完結編（2003年）- 波谷組組長 波谷守之
- 実録・広島四代目（2004年）- 波谷組組長 波谷守之
- 極道甲子園（2004年）- 黒田錬太郎（伝説の親分）
- 総長賭博（2004年）- 龍王会会長
- 最後の神農(テキヤ)（2004年）- 城東組関山一家田畑組組長 田畑松五郎
- 修羅の血（2004年）- 主演・山川（極道）
- 新・日本の首領 シリーズ（2004年 - 2006年）全9作 - 主演・辰野会直参上村組組長 上村修
- 鉄(くろがね) 極道・高山登久太郎の軌跡（2004年）- 稲原会総裁 稲原聖慶
- 桜の代紋 血の報酬（2005年、東映ビデオ）- 主演・県警本部捜査四課刑事 黒部一郎
- ドッグファイター「ごろつき刑事」（2005年）- 主演・私立探偵 鞍馬真一
- 不退の松葉 完結編（2005年）- 主演・中村益大（四代目松葉会総務会長→五代目松葉会会長）
- 修羅の軍団（2006年）- 主演・村雨一家総長 村雨格太郎
- 実録・東声会 初代・町井久之 暗黒の首領（2006年）- 南野一家総長 南野清治 ※特別出演
- 最後の侠客（2006年）- 主演・花村銀次
- 射る眼（2006年）全2作 - 主演・宮部（探偵、元刑事）
- 首領の一族（2007年）- 主演・青雲会会長 三島修司
- 極道な月（2007年）- 彫り師
- 新宿暴力街（2007年）- 主演・大畔組代行 弓削英雄
- 哀愁のヒットマン（2008年）- 主演・高岡（殺し屋）
- 横浜暗黒街 全2作（2008年）- 主演・仁藤会藤堂組組長 藤堂隆一
- 暗黒街の帝王〜カポネと呼ばれた男〜（2008年）- 主演・一瀬
- 松方弘樹の名奉行金さん2009（2009年）- 主演・遠山金四郎
- 九州激動の1520日 新・誠への道（2009年）- 二代目雄仁会加賀一家本部長 上本組組長 上本幸秀
- 修羅の統一（2009年）全2作 - 銀城会谷川一家総長 谷川修（→銀城会理事長）
- 実録・悪漢（2009年）全2作 - 三代目山路組若頭補佐 菅田組組長 菅田真樹夫（国際ギャング団頭領）
- 大強盗 ギャングな奴ら（2010年）- 刑事
- 新・修羅の軍団（2010年）- 主演・村雨一家総長 村雨格太郎
- ザ・ボディガード（2010年）- 主演・黒沢（元SP）
- 殺しの挽歌（2010年）- 両角組若頭補佐 猪谷組組長 猪谷誠
- ギャングコネクション（2010年）- 主演・元 梁山会若頭 日向
- 武闘派の道（2015年）- 主演・二代目龍仁一家舎弟 橘鉄也
  - 武闘派の道2（2015年）
- 裏社会の男たち（2015年）- 総合商社W・R・C会長 立花
- 列島分裂-東西10年戦争-（2016年4月）- 主演・誠心会舎弟頭 荒井貴浩
  - 列島分裂-東西10年戦争- 第2章（2016年5月）

### テレビドラマ
- 人形佐七捕物帳（1965年、NHK総合）- 主演・佐七
- 赤ちゃん誕生（1966年、よみうりテレビ）- 主演・三田光男
- 大奥（1968年、関西テレビ）- 徳川吉宗
- あゝ忠臣蔵 第1話「美しき元禄の春」～第4話「刃傷松の廊下」（1969年、関西テレビ）- 主演・浅野内匠頭
- 徳川おんな絵巻（1971年、関西テレビ）
  - 第38話「子供がいっぱい」
  - 第39話「みなしごたちの太陽」
- 弥次喜多隠密道中 第8話「怪盗・ねずみ小僧」（1971年、日本テレビ）- ねずみ小僧
- 忍法かげろう斬り 第15話「対決! 鷹対隼」（1972年、関西テレビ）- 霧島隼人
- いただき勘兵衛旅を行く 第18話（1973年、NET）- 宮部一馬
- 大河ドラマ（NHK総合）
  - 勝海舟[71]（1974年）- 勝海舟 ※渡哲也の病気降板で交代
  - 天地人（2009年）- 徳川家康
  - 八重の桜（2013年）- 大垣屋清八
- けんか安兵衛（1975年、関西テレビ）- 中山安兵衛
- 賞金稼ぎ 第5話「地獄のハンター」（1975年、NET）- 風の重次郎
- 徳川三国志（1975年、NET）- 主演・松平伊豆守信綱
- あがり一丁!（1976年、日本テレビ）- 主演・鈴木鉄夫
- 人形佐七捕物帳（1977年、テレビ朝日）- 主演・佐七
- チェックメイト78（1978年 - 1979年、朝日放送）- 主演・佐賀四郎
- 殉愛 ひとすじの恋（1978年 - 1979年、よみうりテレビ）- 島地
- 赤穂浪士（1979年、テレビ朝日）- 土屋主税
- 大江戸捜査網（1979年 - 1984年、テレビ東京）- 隠密同心・左文字右京（板前の清次郎）
- 大奥（1983年、関西テレビ）- 中村半次郎
  - 第50話「動乱に挑む女」
  - 第51話「華麗なる落日」
- このままじゃ、ボクの将来知れたもの（1986年、日本テレビ）- 主演・乾文也
- 月曜サスペンスシリーズ「狩矢警部シリーズ」（関西テレビ）- 主演・狩矢警部
  - 山村美紗サスペンス
    - 死人が夜ピアノを弾く（1986年）
    - 不用家族（1986年）
    - 殺意の河（1986年）
    - 偽装の回路（1986年）
    - 長い髪の女（1986年）
    - 京菓子殺人事件（1986年）
    - 死者の手のひら（1986年）
    - 虹への疾走（1986年）
    - 伏見初うま殺人事件（1990年）

  - 京都サスペンス
    - 石楠花の咲く寺（1987年）
    - 京都の祭りに人が死ぬ・鞍馬の火祭（1988年）
    - 曲水の宴・華やかな殺意（1988年）
- 立石警部（うどん警部）シリーズ（関西テレビ）- 主演・立石警部
  - 月曜サスペンスシリーズ
    - 直木賞作家サスペンス「隣家の寝室」（1989年）
    - 京都サスペンス「ハワイからきた殺人者」（1989年）
    - 直木賞作家サスペン「会長の遺産」（1990年）
    - 現代推理サスペンス「男性復活祭 命がけ回春強精作戦」（1991年）
    - 秋の特選サスペンス「うどん警部 九月のミンク」（1992年9月）

  - 新春サスペンス「松方弘樹のうどん警部スペシャル 不倫刑事の華麗な冒険」（1992年1月6日）
- 新春ワイド時代劇（テレビ東京）
  - 風雲江戸城 怒涛の将軍徳川家光（1987年）- 荒木又右衛門
  - 家康が最も恐れた男 真田幸村（1998年）- 主演・真田幸村
  - 赤穂浪士（1999年）- 主演・大石内蔵助
  - 徳川風雲録 八代将軍吉宗（2008年）- 徳川光貞
  - 柳生武芸帳（2010年）- 山田浮月斎
- 傑作時代劇（1987年、テレビ朝日）
  - 雲霧仁左衛門 - 主演・雲霧仁左衛門
- 新撰組（1987年、テレビ朝日）- 主演・近藤勇
- TBS大型時代劇スペシャル（TBS）
  - 太閤記（1987年1月1日）- 織田信長
  - 徳川家康（1988年1月1日）- 主演・徳川家康
  - 織田信長（1989年1月1日）- 斎藤道三
  - 坂本龍馬（1989年3月31日）- 西郷隆盛
  - 源義経（1990年1月1日）- 武蔵坊弁慶
  - 武田信玄（1991年1月1日）- 今川義元
  - 平清盛（1992年1月1日）- 鳥羽法皇
  - 大忠臣蔵（1994年1月1日）- 主演・大石内蔵助
  - 愛と野望の独眼竜 伊達政宗（1995年1月1日）- 豊臣秀吉
- 名奉行 遠山の金さん（1988年 - 1996年、テレビ朝日）- 主演・遠山金四郎
  - 遠山の金さんVS女ねずみ（1997年）- 主演・遠山金四郎
  - 金さんVS女ねずみ（1998年）- 主演・遠山金四郎
- 柳生武芸帳（1990年 - 1992年、スペシャルドラマ・全5作、日本テレビ）- 主演・柳生十兵衛
- 刑事貴族（1990年 - 1992年、日本テレビ）- 宮本謙
- はだかの刑事（1993年、日本テレビ）- 主演・矢口万作
- 月曜ドラマスペシャル (TBS)
  - 株式会社徳川家康（1991年）- 主演・徳川家康
    - 新・株式会社徳川家康（1992年）- 主演・徳川家康

  - 五つの顔の変装刑事 右京警部補ファイルE（1996年）- 坊条克昌警視
- HOTEL (TBS) - 東堂克生
- 火曜サスペンス劇場（日本テレビ）
  - 窓（1987年）- 刑事役
  - 犯罪心理分析官（1994年 - 1998年）- 主演・倉林信行
- 土曜ワイド劇場（テレビ朝日）
  - 厄除け商売繁盛殺人事件（1994年 - 1996年）- 主演・高杉順平
  - 警察署長（1997年・2001年）- 主演・松木充穂
- 結婚しようよ（1996年、TBS）
- 金曜エンタテイメント / 釣りデカ事件簿 海の密室殺人事件（1997年、フジテレビ）- 主演・朝倉一夫
- サラリーマン金太郎3（2002年、TBS）
- 私立探偵濱マイク（2002年、よみうりテレビ）
- 伝説のマダム（2003年、よみうりテレビ）
- 夢みる葡萄〜本を読む女〜（2003年9月 - 12月、NHK総合）- 田部良蔵
- ハチロー〜母の詩、父の詩〜（2005年、NHK総合）
- 伝説の秋田犬 ハチ（2006年1月10日、日本テレビ）- 上野秀次郎
- DRAMA COMPLEX / 戦国自衛隊・関ヶ原の戦い（2006年1月31日・2月7日、日本テレビ）- 島左近
- WITHOUT A TRACE/FBI 失踪者を追え! Season4 第14話「丁か半か」（2006年2月2日、CBS）- ヤクザ役 ※制作国：アメリカ
- ハケンの品格（2007年1月 - 3月、NTV）- 桐島敏郎
- うつへの復讐 〜絶望からの復活〜（2007年、日本テレビ）- 主演・高島忠夫
- 素浪人 月影兵庫（2007年、テレビ朝日）- 主演・月影兵庫
- 検事 霞夕子SP 豪華客船殺人クルージング（2007年10月2日、日本テレビ）
- 剣客商売スペシャル・春の嵐（2008年4月11日、フジテレビ）- 戸羽休庵
- おせん（2008年4月 - 6月、日本テレビ）- 木下秀雄
- 金曜時代劇 / 密命 寒月霞斬り（2008年、テレビ東京）- 日下左近
- 柳生一族の陰謀（2008年9月28日、テレビ朝日）- 柳生宗矩
- 働くゴン!（2009年9月23日、日本テレビ）
- デカ007（2010年4月26日、日本テレビ）- 柘植刑事課長
- 水戸黄門 第41部（2010年、TBS）- 大舟屋長兵衛
  - 第11話「夢にまで見たお母さん・大坂」（6月21日）
  - 第12話「悪い奴らの夢の跡!・薩摩」（6月28日）
- 月曜ゴールデン / 警部・柘植京介（2010年9月13日、TBS）- 永嶋昭仁
- 検事・鬼島平八郎（2010年10月 - 12月、朝日放送 / テレビ朝日）- 橘寛二
- 金曜プレステージ（フジテレビ）
  - 破婚の条件（2011年8月26日）- 遠山勝也
  - Dr.検事モロハシ（2012年3月23日）- 奈良徳和
- BSプレミアムドラマ / 今日も地獄でお待ちしております（2013年1月13日、NHK大分）- 池内三郎
- 牙狼-GARO- -魔戒ノ花-（2014年5月9日、テレビ東京）- シマダ
- プレミアムよるドラマ「その男、意識高い系。」（2015年、NHK BSP）- 権藤明一

### テレビアニメ
- アガサ・クリスティーの名探偵ポワロとマープル（2004年、NHK総合）- エステア卿

### 劇場アニメ
- 蓮如物語（1998年）- 蓮如 ※エグゼクティブプロデューサーも兼任
- 十五少年漂流記〜海賊島DE!大冒険〜（2013年）- アニオン[72]

### 吹き替え
- IRIS-アイリス-（KBS）- ペク・サン（キム・ヨンチョル）
- 80デイズ - ケルヴィン卿（ジム・ブロードベント）
- シャーク・テイル - ドン・リノ（ロバート・デ・ニーロ）
- 花嫁はギャングスター - 白ザメ組親分（チャン・セジン）

### ゲーム
- 西村京太郎 悪逆の季節 東京〜南紀白浜連続殺人事件 （1994年、パック・イン・ビデオ）- 十津川警部 ※3DOソフト
- 松方弘樹のスーパートローリング （1995年、トンキンハウス）※スーパーファミコンソフト 本人監修
- 松方弘樹のワールドフィッシング （1996年、BPS、メディアクエスト）※プレイステーションソフト（BPS）、セガサターンソフト（メディアクエスト）[注釈 2]
- 龍が如く 見参! （2008年、セガ）- 謎の僧 ※PS3ソフト
- バイナリードメイン （2012年、セガ）- 地下スラム街の黒幕・三船 ※Xbox 360、PS3ソフト

### バラエティ
- 天才・たけしの元気が出るテレビ!!→超天才・たけしの元気が出るテレビ!!（日本テレビ）
- クイズ!!体にいいTV（日本テレビ）
- すっぴんDNA（1997年 - 1998年、中京テレビ・日本テレビ）
- PINK PAPARAZZI（中京テレビ・日本テレビ）
- 芸能人格付けチェック（不定期出演、朝日放送）

### ドキュメンタリー
- 松方弘樹・世界を釣る!（日本テレビ）
- 世界お魚成金の旅inアラスカ 大金釣っちゃうぞ! SP（日本テレビ）
- 完全密着! 松方弘樹 VS 325キロ巨大マグロ…洋上激突ドキュメント 怪物と死闘（テレビ東京）
- 日曜ビッグバラエティ 巨大マグロ戦争（テレビ東京）
- UZUMASAの火花 〜映画村、京都・太秦に異国の風吹く〜（2014年1月9日、NHK BSP）

### トーク番組
- スタジオパークからこんにちは（2014年1月8日、NHK総合）
- 甦る!チャンバラ映画 永遠の時代劇スター名場面集（2014年3月9日、BSジャパン）

### CM
- マルタカ（1980年）- 妻と共演
- ロート製薬 パンシロン胃腸内服液（1984年 - 1985年）- 加藤茶と共演
- 原ヘルス工業 バブルスター（1989年 - 1990年）- 千葉真一・梅宮辰夫・北大路欣也・山城新伍と共演
- アサヒビール J.O.（1992年）
- 日産自動車 ローレル C34型（1993年）- 本木雅弘と共演
- パナソニック ヨコヅナ（1994年）[74]
- サントリー ホップス・生/ドライ（1994年）- 菅原文太と共演
- 霞町開発プロジェクト スパワールド（1997年）- 南野陽子と共演 ※関西地区ローカル
- アサヒ給湯岐阜
- アース製薬 ノーマット - 目黒正樹と共演
- サッポロビール 黒ラベル
- サンヨー食品 サッポロ一番カップスター - 梅宮辰夫・浅尾美和と共演
- エバーライフ（鮫肝海王）
- 上州屋
- ユーコー

## 音楽

### シングル
| 発売日             | 面             | タイトル                      | 作詞                    | 作曲           | 編曲           | 規格           | 規格品番       |
| 日本コロムビア     | 日本コロムビア | 日本コロムビア                | 日本コロムビア          | 日本コロムビア | 日本コロムビア | 日本コロムビア | 日本コロムビア |
| ------------------ | -------------- | ----------------------------- | ----------------------- | -------------- | -------------- | -------------- | -------------- |
| 1960年             | A              | 十七才のブルース              |                         |                |                | EP             | SA-421         |
| 1960年             | B              | 僕は君が大好き                |                         |                |                | EP             | SA-421         |
| 1961年5月          | A              | 赤い夕日の三度笠              | 関沢新一                | 上原げんと     |                | EP             | SA-636         |
| 1961年5月          | B              | 旅でござんす                  | 関沢新一                | 上原げんと     |                | EP             | SA-636         |
| 1961年8月          | A              | 霧丸霧がくれ                  |                         |                |                | EP             | SA-672         |
| 1961年8月          | B              | 黒潮越えて                    |                         |                |                | EP             | SA-672         |
| 1961年9月          | A              | 荒野の魂                      | 浜口庫之助              | 浜口庫之助     |                | EP             | SA-728         |
| 1961年9月          | B              | ごめんだよ恋なんか            | 浜口庫之助              | 浜口庫之助     |                | EP             | SA-728         |
| 1962年3月          | A              | さいころ渡り鳥                | 石本美由起              | 上原げんと     |                | EP             | SA-850         |
| 1962年3月          | B              | 祭ばやしに恋が咲く            | 星野哲郎                | 上原げんと     |                | EP             | SA-850         |
| 1962年10月         | A              | 越後獅子祭り                  | 西条八十                | 上原げんと     |                | EP             | SA-1008        |
| 1962年10月         | B              | やくざ獅子                    | 薗ひろし                | 三宅幹夫       |                | EP             | SA-1008        |
| 1963年6月          | A              | 勝ち星 負け星 喧嘩星          | 関沢新一                | 上原げんと     |                | EP             | SAS-62         |
| 1963年6月          | B              | チョイでござんす              | 関沢新一                | 上原げんと     |                | EP             | SAS-62         |
| 1964年4月          | A              | 夜更けの地下道                |                         |                |                | EP             | SAS-247        |
| 1964年4月          | B              | 名はなくとも夢がある          |                         |                |                | EP             | SAS-247        |
| 1965年10月         | A              | 関東流れ者                    | 石本美由起              | 土田啓四郎     |                | EP             | SAS-593        |
| 1965年10月         | B              | 故郷のない男                  | 石本美由起              | 土田啓四郎     |                | EP             | SAS-593        |
| 1967年3月          | A              | 熱砂の嵐                      | 西沢爽                  | 市川昭介       |                | EP             | SAS-867        |
| 1967年3月          | B              | 夕日と赤い花                  | 西沢爽                  | 市川昭介       |                | EP             | SAS-867        |
| 1967年6月          | A              | 同期の桜                      | 西條八十                | 不祥           | 松尾健司       | EP             | SAS-911        |
| 1967年6月          | B              | あいつの消えた雲の果          | 西條八十                | 古関裕而       | 松尾健司       | EP             | SAS-911        |
| 1967年10月         | A              | 霧雨の街で                    |                         |                |                | EP             | SAS-979        |
| 1967年10月         | B              | 野次馬が行く                  |                         |                |                | EP             | SAS-979        |
| 1968年4月          | A              | 露営の歌                      | 籔内喜一郎              | 古関裕而       |                | EP             | SAS-1072       |
| 1968年4月          | B              | 若鷲の歌                      | 西條八十                | 古関裕而       |                | EP             | SAS-1072       |
| 1968年7月          | A              | 東京摩天楼                    | 白鳥朝詠                | 市川昭介       | 大西修         | EP             | SAS-1137       |
| 1968年7月          | B              | 求愛                          | 白鳥朝詠                | 市川昭介       | 大西修         | EP             | SAS-1137       |
| テイチクレコード   |                |                               |                         |                |                |                |                |
| 1968年             | A              | 同期の桜                      | 西條八十                | 不祥           | 池田孝         | EP             | SN-1100        |
| 1968年             | B              | ラバウル小唄                  | 若杉雄三郎              | 島口駒夫       | 池田孝         | EP             | SN-1100        |
| 大映レコード       |                |                               |                         |                |                |                |                |
| 1969年             | A              | 眠狂四郎の歌                  | 柴田錬三郎              | 曽根幸明       | 池田孝         | EP             | D-101          |
| 1969年             | B              | 円月殺法の歌                  | 柴田錬三郎              | 曽根幸明       | 曽根幸明       | EP             | D-101          |
| 1970年             | A              | 同期の桜                      | 西條八十                | 不祥           | 松尾健司       | EP             | D-106          |
| 1970年             | B              | ラバウル小唄                  | 若杉雄三郎              | 島口駒夫       |                | EP             | D-106          |
| 1970年             | A              | 花の風雲児                    | いわせひろし            | 曽根幸明       | 池田孝         | EP             | D-110          |
| 1970年             | B              | お縫恋唄                      | いわせひろし            | 曽根幸明       | 池田孝         | EP             | D-110          |
| 1970年10月         | A              | 勝負                          | 山口あかり              | 河辺公一       | 河辺公一       | EP             | G-8            |
| 1970年10月         | B              | ああ関東流れ者                | 茂木幹弘                | 不詳           | 河辺公一       | EP             | G-8            |
| アモンレコード     |                |                               |                         |                |                |                |                |
|                    | A              | 男の詩                        | 藤田まさと              | 吉田正         | 吉田正         | EP             | AMON-1007      |
| B                  | 人生うら返し   |                               | 藤田まさと              | 吉田正         | 吉田正         | EP             | AMON-1007      |
| キャニオンレコード |                |                               |                         |                |                |                |                |
| 1975年             | A              | おとこ流れ唄                  | 中里綴                  |                |                | EP             | A-268          |
| 1975年             | B              | 薄命                          | 中里綴                  |                |                | EP             | A-268          |
| キングレコード     |                |                               |                         |                |                |                |                |
| 1977年             | A              | 傷ついても                    | 川野知介                | 渡辺岳夫       |                | EP             | GK-109         |
| 1977年             | B              | どろんこ子守唄                | 川野知介                | 渡辺岳夫       |                | EP             | GK-109         |
| 1978年             | A              | 男ごころ                      | 川野知介                | 小西           | 丸山雅仁       | EP             | GK-214         |
| 1978年             | B              | あゝオホーツク                | 雪野                    |                | 高田弘         | EP             | GK-214         |
| 1978年             | A              | 銀座は恋の十字路              | 矢野亮                  | 吉田矢健治     | 高田弘         | EP             | GK-273         |
| 1978年             | B              | 惚れた弱み                    | 永井ひろし              | 桜田誠一       | 高田弘         | EP             | GK-273         |
| テイチクレコード   |                |                               |                         |                |                |                |                |
| 1983年             | A              | 今夜もお前と                  | 片伯部雄二 補：川野知介 | 村沢良介       | 山倉たかし     | EP             | RE-586         |
| 1983年             | B              | 高千穂恋唄                    | 川野知介                | 村沢良介       | 丸山雅仁       | EP             | RE-586         |
| リバスターレコード |                |                               |                         |                |                |                |                |
| 1986年1月21日      | A              | 時計を見ないで                | みなみらんぼう          | みなみらんぼう | 竜崎孝路       | EP             | 7RC-0057       |
| 1986年1月21日      | B              | 愛盗人                        |                         |                | 竜崎孝路       | EP             | 7RC-0057       |
| ビクターレコード   |                |                               |                         |                |                |                |                |
| 1986年4月21日      | A              | I'll Be Back Again...いつかは | 関口敏行 伊藤輝夫       | BABA           | 奥慶一         | EP             | SV-9087        |
| 1986年4月21日      | B              | 俺の妹になんてことを          | 秋元康                  | 芹澤廣明       | 大村雅朗       | EP             | SV-9087        |
| 徳間ジャパン       |                |                               |                         |                |                |                |                |
| 1993年12月21日     | A              | 華のうちに                    | 吉幾三                  | 吉幾三         | 京健輔         | 8cmCD          | TKDA-70257     |
| 1993年12月21日     | B              | 華のうちに（カラオケ）        | -                       | 吉幾三         | 京健輔         | CT             | TKSA-20352     |
| 日本コロムビア     |                |                               |                         |                |                |                |                |
| 2004年11月25日     | A              | 想い出ワルツ                  | たかたかし              | 弦哲也         | 南郷達也       | CD             | COCA-15704     |
| 2004年11月25日     | B              | 長崎物語                      | たかたかし              | 弦哲也         | 南郷達也       | CT             | COSA-1799      |

### アルバム
- 男ごころ 歌う松方弘樹（1978年、キングレコード SKS-18）※カバーアルバム
- 想い出ワルツ／松方弘樹〜男の世界〜（2004年11月25日、日本コロムビア COCP-32975）

### 主題歌
- 2015年公開映画『柳生十兵衛 世直し旅』主題歌「生きてゆく〜こんな乱れた時代を〜」（作詞・作曲：高道 / 編曲：藤井弘文）未CD化

### タイアップ
| 曲名                             | タイアップ                                             |
| -------------------------------- | ------------------------------------------------------ |
| 十七才のブルース                 | 東映映画『暴力をぶっ潰せ』主題歌                       |
| 赤い夕日の三度笠                 | 映画『花笠ふたり若衆』主題歌                           |
| 旅でござんす                     | 映画『花笠ふたり若衆』主題歌                           |
| 荒野の魂                         | 東映映画『口笛を吹く無宿者』主題歌                     |
| さいころ渡り鳥                   | 東映映画『きさらぎ無双剣』主題歌                       |
| 越後獅子祭り                     | 東映映画『越後獅子祭り』主題歌                         |
| 眠狂四郎の歌                     | 映画『眠狂四郎円月殺法』主題歌                         |
| 熱砂の嵐                         | 東映映画『熱砂の嵐』主題歌                             |
| 花の風雲児                       | 関西テレビ『新吾十番勝負』主題歌                       |
| お縫恋唄                         | 関西テレビ『新吾十番勝負』挿入歌                       |
| おとこ流れ唄                     | 東映映画『暴動・島根刑務所』挿入歌。                   |
| 高千穂恋歌                       | そば焼酎「奥高千穂」イメージソング                     |
| 傷ついても                       | 時代劇『人形佐七捕物帳』主題歌                         |
| どろんこ子守唄                   | 時代劇『人形佐七捕物帳』挿入歌                         |
| I'll Be Back Again...いつかは    | テレビ『天才たけしの元気が出るテレビ!!』イメージソング |
| 華のうちに                       | 時代劇『名奉行遠山の金さん』主題歌                     |
| 生きてゆく〜こんな乱れた時代を〜 | 映画『柳生十兵衛 世直し旅』主題歌                      |

## 書籍
- 『きつい一発 松方弘樹の言いたい放談』八曜社 1975年
- 『松方弘樹の泣いた笑った メチャクチャ愛した』日之出出版 1989年
- 『松方弘樹の世界を釣った日々 釣りバカ弘樹のこれぞ人生!』宝島社 2016年
- 松方弘樹、伊藤彰彦『無冠の男 松方弘樹伝』講談社、2017年2月。ISBN 978-4-06-220544-3。